# Lucas Ordóñez (pilota automobilistico)
Lucas Ordóñez Martín-Esperanza (Madrid, 1º maggio 1985) è un pilota automobilistico spagnolo, che è entrato nel mondo delle competizioni professionali vincendo una competizione nel videogioco Gran Turismo su PlayStation 3. Nel 2011 lui e il suo team sono riusciti a essere secondi nella classe LMP2 alla 24 Ore di Le Mans. Lo spagnolo è stato campione della classe Pro-Am della Blancpain Endurance Series 2013.

## Risultati

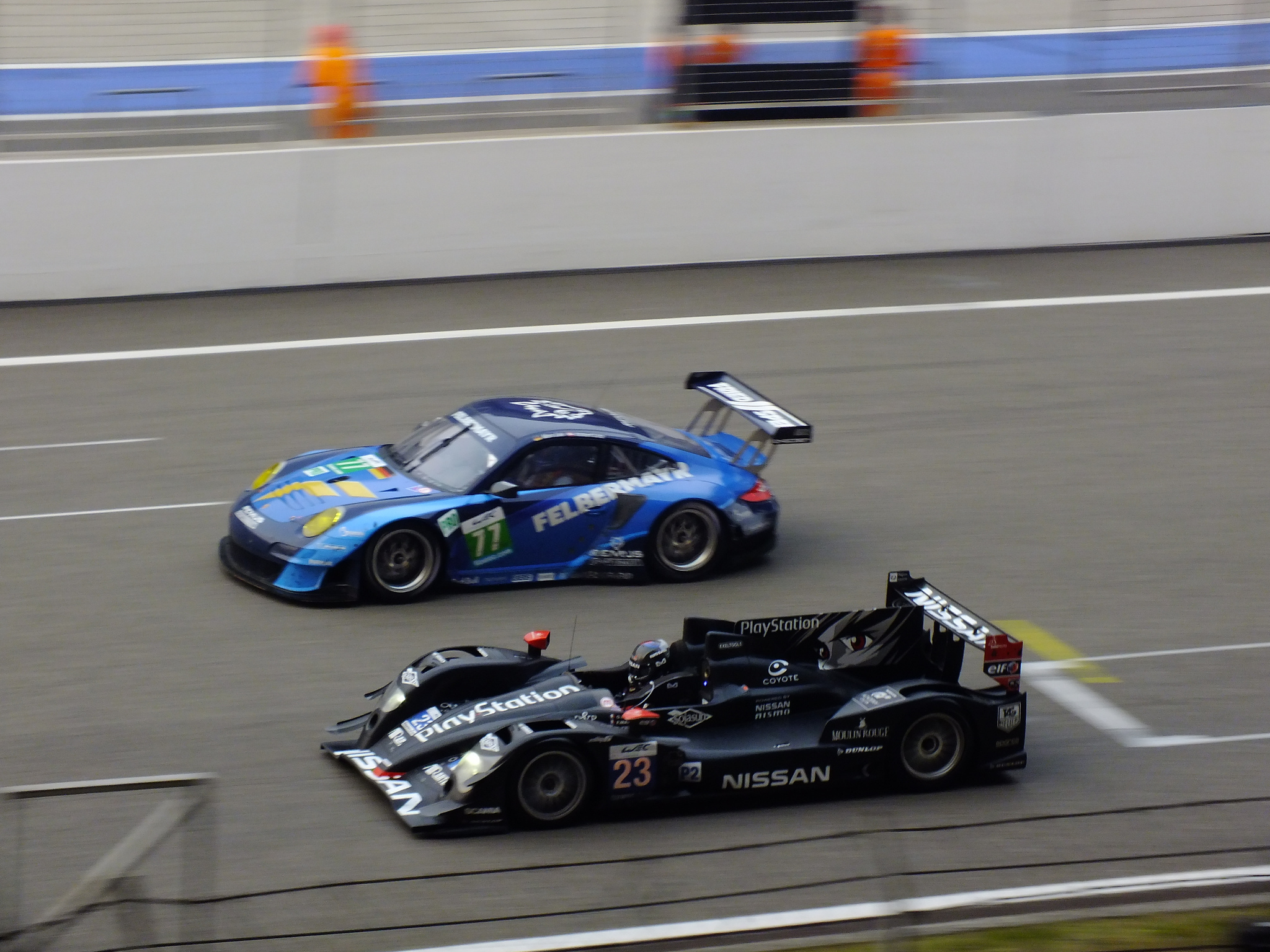
Ordóñez (in basso) alla 6 ore di Shanghai del 2012

### Risultati 24 Ore di Le Mans
| Anno | Team                      | Co-Piloti                        | Auto                 | Classe | Giri | Pos. | Classe Pos. |
| ---- | ------------------------- | -------------------------------- | -------------------- | ------ | ---- | ---- | ----------- |
| 2011 | Signatech-Nissan          | Soheil Ayari Franck Mailleux     | Oreca 03-Nissan      | LMP2   | 320  | 9°   | 2°          |
| 2012 | Greaves Motorsport        | Alex Brundle Martin Brundle      | Zytek Z11SN-Nissan   | LMP2   | 340  | 15°  | 8°          |
| 2013 | Greaves Motorsport        | Michael Krumm Jann Mardenborough | Zytek Z11SN-Nissan   | LMP2   | 327  | 9°   | 3°          |
| 2014 | Nissan Motorsports Global | Wolfgang Reip Satoshi Motoyama   | Nissan ZEOD RC       | UNC    | 5    | DNF  | DNF         |
| 2015 | Nissan Motorsports        | Tsugio Matsuda Mark Shulzhitskiy | Nissan GT-R LM Nismo | LMP1   | 115  | DNF  | DNF         |